# Samuel Belkin
Pour les articles homonymes, voir Belkin (homonymie).
Samuel Belkin (12 décembre 1911, Svislach, Empire Russe, aujourd'hui en Biélorussie-19 avril 1976, New York est un rabbin américain, le deuxième président de l'Université Yeshiva de New York, de 1943 à 1976.

## Éléments biographiques
Samuel Belkin,,,est né le 12 décembre 1911 à Svislach, dans l'Empire Russe, aujourd'hui en Biélorussie.

### Jeunesse
Il étudie à la Yechiva de Slonim, à Slonim, aujourd'hui en Biélorussie, puis à la Yechiva de Mir.
Reconnu comme un génie (Illui), il est ordonné rabbin à l'âge de 17 ans par le Hofetz Haïm.

### Harvard
En 1919, à l'âge de 8 ans, il est présent quand un policier tire sur son père, il désire quitter la Pologne.
En 1929, il a alors 18 ans, il immigre aux États-Unis.
Il étudie à l'université Harvard avec Harry Austryn Wolfson.

## Œuvres
- (en) Philo and the Oral Law. Cambridge: Harvard University Press, 1940.
- (en) In His Image: The Jewish Philosophy of Man as Expressed in Rabbinic Tradition. London: Abelard Schumann, 1960.

## Famille
Samuel Belkin est marié avec Selma. Ils ont trois enfants, dont Linda R. Schuchaffer (née à New York en 1938) et Silo Belkin.